# St. Petersburg Ladies' Trophy 2022
St. Petersburg Ladies' Trophy 2022 là một giải quần vợt chuyên nghiệp thi đấu trên mặt sân cứng trong nhà. Đây là lần thứ 13 giải đấu được tổ chức và là một phần của WTA 500 trong WTA Tour 2022. Giải đấu diễn ra từ ngày 6 đến ngày 13 tháng 2 năm 2022.

## Điểm và tiền thưởng

### Phân phối điểm
| Sự kiện | VĐ  | CK  | BK  | TK  | Vòng 1/16 | Vòng 1/32 | Q  | Q2 | Q1 |
| Đơn     | 470 | 305 | 185 | 100 | 55        | 1         | 25 | 13 | 1  |
| Đôi     | 470 | 305 | 185 | 100 | 1         | —         | —  | —  | —  |

### Tiền thưởng
| Sự kiện | VĐ      | CK      | BK      | TK      | Vòng 1/16 | Vòng 1/321 | Q2     | Q1     |
| Đơn     | $68,570 | $51,000 | $32,400 | $15,500 | $8,200    | $6,650     | $5,000 | $2,565 |
| Đôi*    | $25,230 | $17,750 | $10,000 | $5,500  | $3,500    | —          | —      | —      |

1Tiền thưởng vượt qua vòng loại cũng là tiền thưởng vòng 1/32.

*mỗi đội

## Nội dung đơn

### Hạt giống
| Quốc gia | Tay vợt                  | Xếp hạng1 | Hạt giống |
| -------- | ------------------------ | --------- | --------- |
| GRE      | Maria Sakkari            | 8         | 1         |
| EST      | Anett Kontaveit          | 9         | 2         |
| KAZ      | Elena Rybakina           | 12        | 3         |
| RUS      | Anastasia Pavlyuchenkova | 14        | 4         |
| SUI      | Belinda Bencic           | 19        | 5         |
| CZE      | Petra Kvitová            | 24        | 6         |
| LAT      | Jeļena Ostapenko         | 25        | 7         |
| BEL      | Elise Mertens            | 26        | 8         |

- 1 Bảng xếp hạng vào ngày 31 tháng 1 năm 2022.[2][3]

### Vận động viên khác
Đặc cách: 
- Petra Kvitová
- Kamilla Rakhimova
- Wang Xinyu
- Vera Zvonareva

Vượt qua vòng loại:
- Varvara Gracheva
- Kaja Juvan
- Jule Niemeier
- Rebecca Peterson

Thua cuộc may mắn:
- Bernarda Pera

### Rút lui
Trước giải đấu
- Paula Badosa → thay thế bởi  Irina-Camelia Begu
- Ons Jabeur → thay thế bởi  Aliaksandra Sasnovich
- Anhelina Kalinina → thay thế bởi  Zhang Shuai
- Daria Kasatkina → thay thế bởi  Jaqueline Cristian
- Anastasia Pavlyuchenkova → thay thế bởi  Bernarda Pera
- Karolína Plíšková → thay thế bởi  Alizé Cornet
- Yulia Putintseva → thay thế bởi  Anastasia Potapova
- Sara Sorribes Tormo → thay thế bởi  Andrea Petkovic

Trong giải đấu
- Elena Rybakina

## Nội dung đôi

### Hạt giống
| Quốc gia | Tay vợt              | Quốc gia | Tay vợt          | Xếp hạng1 | Hạt giống |
| -------- | -------------------- | -------- | ---------------- | --------- | --------- |
| RUS      | Veronika Kudermetova | BEL      | Elise Mertens    | 13        | 1         |
| UKR      | Lyudmyla Kichenok    | LAT      | Jeļena Ostapenko | 57        | 2         |
| CHN      | Xu Yifan             | CHN      | Yang Zhaoxuan    | 74        | 3         |
| JPN      | Eri Hozumi           | JPN      | Makoto Ninomiya  | 86        | 4         |

- 1 Bảng xếp hạng vào ngày 31 tháng 1 năm 2022.

### Vận động viên khác
Đặc cách:
- Kamilla Rakhimova /  Ekaterina Shalimova

### Rút lui
Trước giải đấu
- Nadiia Kichenok /  Raluca Olaru → thay thế bởi  Sorana Cîrstea /  Raluca Olaru
- Veronika Kudermetova /  Elise Mertens → thay thế bởi  Ekaterina Alexandrova /  Yana Sizikova
- Magda Linette /  Bernarda Pera → thay thế bởi  Irina Bara /  Ekaterine Gorgodze

## Nhà vô địch

### Đơn
- Anett Kontaveit đánh bại  Maria Sakkari, 5–7, 7–6(7–4), 7–5

### Đôi
- Anna Kalinskaya /  Caty McNally đánh bại  Alicja Rosolska /  Erin Routliffe, 6–3, 6–7(5–7), [10–4]